# Boni
José Bonifácio de Oliveira Sobrinho, ou simplesmente Boni (São Paulo, 30 de novembro de 1935), é um publicitário, empresário e diretor de televisão brasileiro.

## Biografia
Filho de Orlando de Oliveira, um dentista que tocava violão e cavaquinho no conjunto regional de Armandinho, na Rádio Cultura de São Paulo. É sobrinho de Hermínio, integrante do conjunto Quatro Ases e um Curinga. Desde garoto frequentava os estúdios de emissoras de rádio.
Aos quinze anos, mudou-se para o Rio de Janeiro para iniciar carreira no rádio. Recomendado por um tio, conseguiu um estágio como ajudante de Dias Gomes, então diretor da Rádio Clube do Brasil. Tempos depois, Dias Gomes o encaminhou para um curso de rádio, promovido pela prefeitura da cidade, na Rádio Roquette Pinto, onde teve as primeiras noções de locução e redação.

### Rádio Nacional
Em 1950, foi contratado como redator do programa Clube Juvenil Toddy, da Rádio Nacional. Lá, conheceu o radialista e humorista Manuel de Nóbrega, que estava à procura de redatores para trabalhar na filial paulista da rádio, então em fase de implantação.
Em 1951, retornou a São Paulo, para trabalhar como secretário pessoal de Manuel de Nóbrega e integrante da equipe de redatores da Rádio Nacional.

### TV Tupi
Em 1953, o jovem redator de 17 anos, aceitou o convite para trabalhar na Rádio Tupi. Na TV Tupi, dirigida por Dermeval Costalina e Cassiano Gabus Mendes, Boni exerceu diversas funções, entre elas as de produtor, diretor e redator do programa "Grêmio Juvenil Tupi".

### TV Paulista e Rádio Bandeirantes
No ano seguinte, foi para a TV Paulista, trabalhar como assistente do diretor artístico da emissora, Roberto Corte Real. A situação econômica da emissora, entretanto, estava muito ruim e, por isso, no mesmo ano, ele foi trabalhar como redator da Rádio Bandeirantes.

### Lintas Propaganda
Em 1955, tornou-se chefe do Departamento de Rádio e Televisão da agência de publicidade Lintas Propaganda, onde trabalhou ao lado de Rodolfo Lima Martensen, José Scatena e Maria Augusta Barbosa de Mattos, a Guta, que mais tarde viria a coordenar o elenco da TV Globo no Rio de Janeiro.
Na mesma época, foi o diretor de propaganda da gravadora RGE Discos, lançando discos de artistas como Maysa e Chico Buarque, entre outros.

### Linx Filmes (1957–1959)
Em 1957, depois de passar por um treinamento na agência de publicidade J. W. Thompson, no Reino Unido, e na NBC, em Nova Iorque, assumiu a direção de criação da Linx Filmes, a primeira empresa de filmes comerciais para a televisão. Exerceu essa função até 1959.

### Multi Propaganda, Alcântara Machado, Rádio Bandeirantes, Proeme e TV Rio
Em 1960, passou a chefiar o Departamento de Criação de Rádio e Televisão da agência Multi Propaganda, em São Paulo, onde trabalhou com Jorge Adib. Foi também chefe do Departamento de Rádio e Televisão da agência Alcântara Machado, em São Paulo. Em 1962, assumiu a direção artística da Rádio Bandeirantes e, em 1963, criou – e depois vendeu – sua própria agência, a Proeme Publicidade e Mercadologia. Também naquele ano, trabalhou na TV Rio, a convite de Walter Clark – de quem já era amigo desde os tempos da Lintas.

### De volta a TV Tupi
Após rápida passagem pela TV Excelsior, em 1964, retornou à TV Tupi para implantar o Telecentro das Emissoras Associadas, o que possibilitaria concretizar o sonho de criar uma televisão nacional, operando com uma só programação, porém o projeto não vingou.

### TV Globo
Walter Clark fez novo convite a Boni em 1967, desta vez para que ele ocupasse a chefia da direção de programação e produção da TV Globo. Era a oportunidade de tentar mais uma vez criar uma rede nacional de televisão. A ideia da rede seria viabilizada em 1969, quando a Embratel inaugurou o seu sistema de micro-ondas.

#### Jornal Nacional
O marco efetivo do início da rede foi a estreia, em setembro daquele ano, do Jornal Nacional, primeiro programa regular transmitido ao vivo para todo o país. Em 1970 passou a ser o superintendente de Produção e Programação da TV Globo.
Ao lado de Walter Clark, Boni concebeu o formato básico da programação da TV Globo até hoje, com a grade do horário nobre formada por três novelas, o Jornal Nacional entre a segunda e a terceira, e uma atração especial a seguir. Entre 1969 e 1971, também foi membro da Convenção Internacional da National Association Broadcasting (NAB) dos Estados Unidos e da União Europeia de Radiodifusão. Foi responsável por todas as áreas de programação da emissora, inclusive o jornalismo, que esteve sob a sua supervisão até a entrada de Evandro Carlos de Andrade na direção da Central Globo de Jornalismo (CGJ), em 1995.

#### Teledramaturgia
Boni promoveu importantes mudanças na área artística da TV Globo. Foi ele que concluiu ser imprescindível mudar os rumos da teledramaturgia da emissora, ainda presa ao gênero capa e espada, ao perceber o filão que havia sido aberto com o sucesso da novela Beto Rockfeller, exibida em 1968 na TV Tupi, com direção de Walter Avancini e Lima Duarte. Com o aval de Walter Clark, apostou em uma dramaturgia mais realista que retratava o cotidiano brasileiro contemporâneo, tendo sido responsável pela entrada de Daniel Filho, Dias Gomes e Janete Clair na TV Globo.

#### Outros programas
Esteve envolvido na criação de vários programas, como o Fantástico (1973), o Roberto Carlos Especial (1974), o humorístico Superbronco (1979), protagonizado pelo comediante Ronald Golias, o Você Decide (1992) e o seriado Mulher (1998).
Chegou até a escrever as letras dos temas de abertura de vários programas, como os do Fantástico (1973) e das novelas Que Rei Sou Eu? (1989) e Tieta (1989). Em 1980, Roberto Irineu Marinho já ocupava a vice-presidência da TV Globo, e Boni assumiu a vice-presidência de operações da emissora carioca, função que exerceu até o final de 1997. Permaneceu, então, como consultor da emissora até 2001.

### Rede Vanguarda
Desde 2003, é sócio, com seus quatro filhos, da Rede Vanguarda, afiliada à TV Globo no Vale do Paraíba Paulista.

## Homenagens
Em 25 de outubro de 2010, foi agraciado com a Ordem do Ipiranga, no grau Grande Oficial, pelo Governo do Estado de São Paulo. Foi homenageado pela sua Escola de Samba do coração, Beija-Flor de Nilópolis, no carnaval de 2014 com o enredo "O Astro Iluminado da Comunicação Brasileira".